# Rapunzel

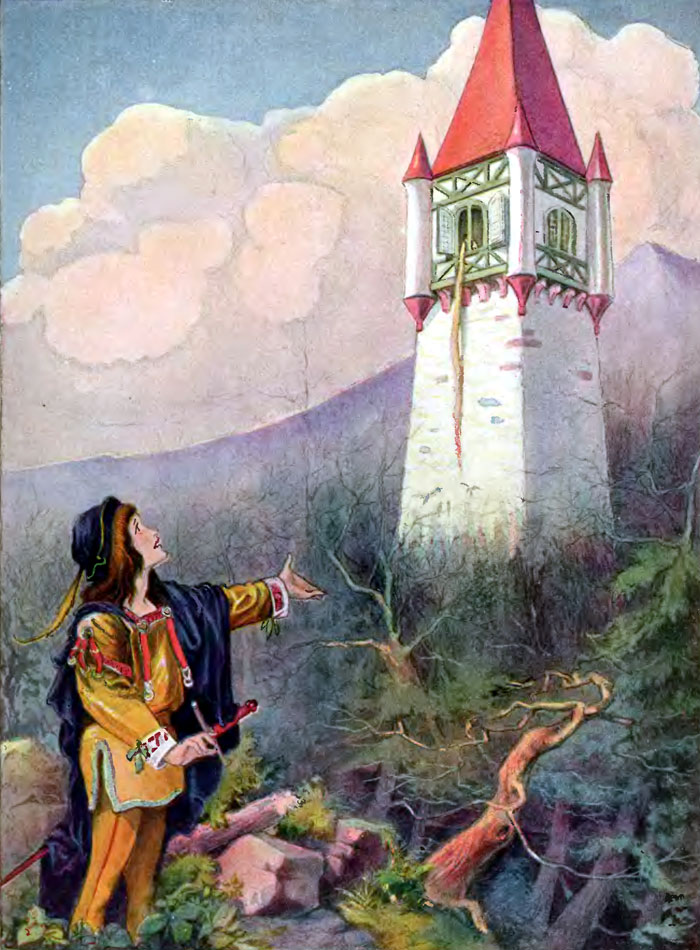
Hình minh hoạ của Johnny Gruelle.

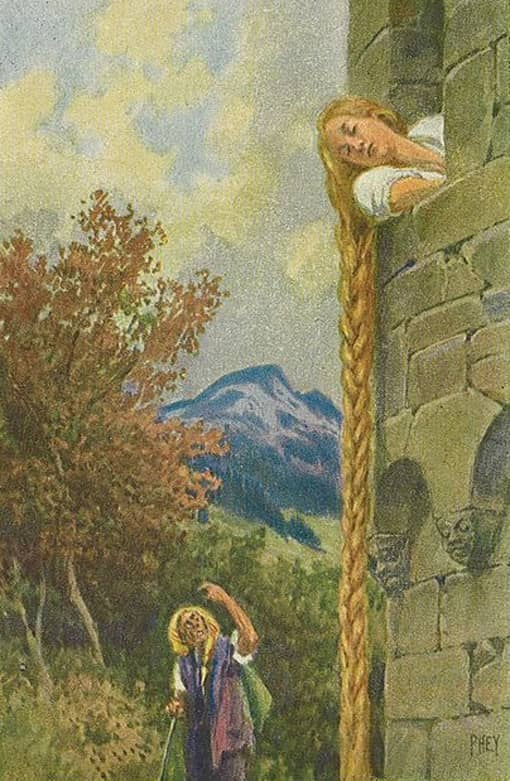
Hình minh họa của Paul Hey, được tạo ra vào khoảng năm 1910.

"Nàng Rapunzel" (/rəˈpʌnzəl/; phát âm tiếng Đức: [ʁaˈpʊnt͡səl]) hay có tên tiếng Việt là Công chúa tóc mây hoặc Công nương tóc dài là một câu chuyện cổ tích của Đức trong bộ sưu tập của anh em nhà Grimm, lần đầu xuất bản vào năm 1812 như một phần của "Chuyện kể cho trẻ em và trong nhà". Câu chuyện của anh em nhà Grimm phỏng theo truyện cổ tích Persinette của Charlotte-Rose de Caumont de La Force ban đầu được xuất bản vào năm 1698. Cốt truyện của Rapunzel đã được sử dụng lại trên nhiều sản phẩm truyền thông đại chúng và câu được biết đến nhiều nhất trong tác phẩm này ("Rapunzel, Rapunzel, hãy thả tóc của con/nàng xuống đi") ngày nay là một thành ngữ trong văn hoá đại chúng.
Trong hệ thống phân loại Aarne–Thompson dành cho truyện cổ tích, câu chuyện này được xếp ở loại 130, "những thiếu nữ trong toà tháp".
Andrew Lang đưa câu chuyện vào trong tập The Red Fairy Book. Các phiên bản khác của câu chuyện cũng xuất hiện trong A Book of Witches của Ruth Manning-Sanders và trong sách tranh giành huy chương Caldecott của Paul O. Zelinsky (1998), Rapunzel và trong bộ phim Người đẹp tóc mây (2010) của Disney.
Câu chuyện của Rapunzel có một số nét tương đồng với câu chuyện cổ Ba tư từ thế kỉ thứ 10 sau Công nguyên về Rudaba, được đính kèm trong bộ sử thi Shahnameh của Ferdowsi. Rudaba muốn thả mái tóc của mình xuống từ trên tháp để người yêu của cô Zal có thể trèo lên chỗ cô ở. Một số chi tiết của câu chuyện cổ tích này cũng có thể đã được dựa trên truyện về Saint Barbara, người được cho là đã bị chính bố cô giam giữ trong một toà tháp cao.

## Bình luận

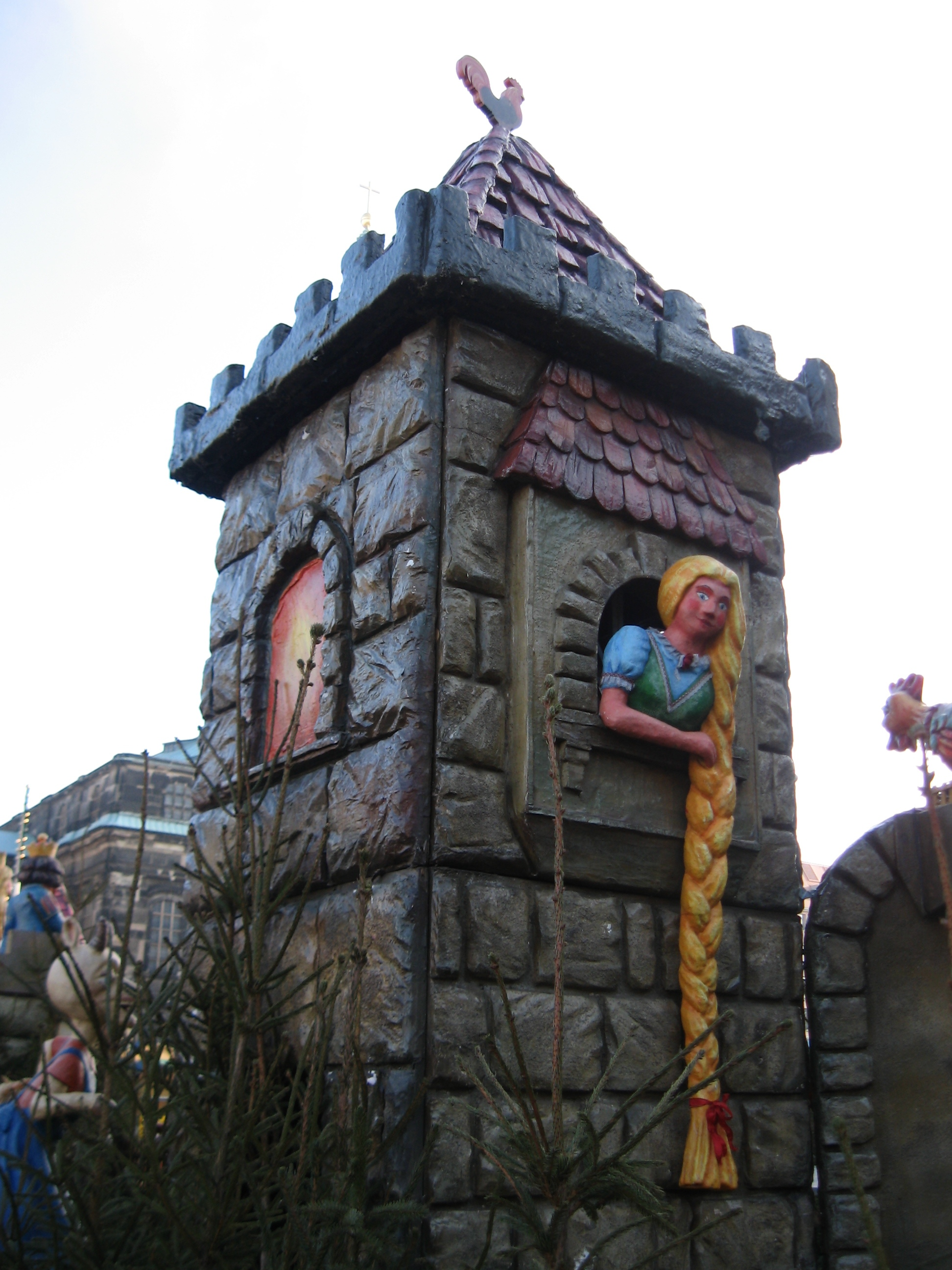
Rapunzel – Dresden ở Saxony, Đức.

Cuộc trao đổi có vẻ bất thường ở đầu câu chuyện "Rapunzel" là một cách phát triển cốt truyện thường thấy trong truyện cổ tích, cũng từng được sử dụng trong truyện Jack and the Beanstalk, Jack đổi con cừu lấy những hạt đậu, và trong Người đẹp và quái vật, Belle tới chỗ quái vật (the Beast) để đổi lấy việc nó trả lại bông hồng. Thời xưa người ta tin rằng sẽ là khá nguy hiểm khi từ chối không cho phụ nữ mang thai được ăn thứ mà cô ấy mong muốn. Các thành viên trong gia đình thường vượt qua những quãng đường rất dài để thực hiện những mong muốn đó. Thèm được ăn rau diếp hay các loại rau như vậy cho thấy nhu cầu vitamin của cơ thể người phụ nữ. Theo cách giải thích của một nhà khoa học nghiên cứu về thực vật, có thể nhận thấy mụ phù thủy rõ ràng là một người có phép thuật hoặc một nhà dược học, người nắm được cách sản xuất và sử dụng một loại cây hoặc thuốc có thể chữa được những biến chứng khi mang thai cho mẹ của Rapunzel. Ergotics, opioids hoặc cannabis có thể xem là các ứng cử viên hàng đầu về loại cây trên trong phiên bản truyện của Ba Tư hay các phiên bản sau này của câu chuyện.
Một câu chuyện chịu ảnh hưởng từ truyện cổ tích "Rapunzel" của anh em Grimm là Petrosinella hay Parsley của Giambattista Basile trong bộ sưu tập truyện cổ tích của ông xuất bản năm 1634, Lo cunto de li cunti (Câu chuyện về những câu chuyện), hay Pentamerone. Truyện kể về một người phụ nữ đang mang thai rất muốn được ăn ít rau mùi tây (parsley) trong vườn của một nữ yêu tinh, sau đó bị bắt và buộc phải hứa cho nó đứa bé. Một câu chuyện tương tự được xuất bản tại Pháp bởi Mademoiselle de la Force, tên là "Persinette". Giống như Rapunzel trong phiên bản đầu tiên của anh em nhà Grimm, Persinette mang thai trong thời kì hoàng tử tới thăm.

## Các biến thể
Rapunzel được miêu tả là có mái tóc vàng trong câu chuyện nguyên gốc của anh em nhà Grimm (ý nói là hoặc có màu vàng hoe, màu vàng dâu hoặc đỏ), mặc dù, từ đó về sau, nàng xuất hiện với mái tóc dài màu vàng.
Có thể, biến thể lâu đời nhất ở châu u của truyện này là Petrosinella, một trong những truyện của xứ Naples trong tập Pentamerone (1634) của Giambattista Basile.
Italo Calvino có in trong sách Italian Folktales (Truyện cổ của người Italia) một phiên bản tương tự về một nàng công chúa bị giam giữ trong toà tháp, "The Canary Prince", mặc dù việc này do tính ghen tuông của bà mẹ kế gây ra.
Một câu chuyện của Đức Puddocky cũng mở đầu với một cô gái rơi vào tay một mụ phù thủy bởi lấy trộm đồ ăn, nhưng người muốn được ăn thức ăn ấy lại chính là cô gái đó, và người lấy trộm nó là mẹ cô. Một câu chuyện của Ý khác, Prunella, có một cô gái đi lấy trộm đồ ăn về và cũng bị một mụ phù thủy bắt được.
Snow-White-Fire-Red, một câu chuyện khác của Ý cùng loại này, và Anthousa, Xanthousa, Chrisomalousa, một câu chuyện của Hy Lạp, kể lại từ điểm nhìn của một anh hùng, chàng và nữ nhân vật chính đã thoát khỏi tay mụ phù thủy, nhưng sau đó phải chịu những lời nguyền độc ác.
Trong các phiên bản mới hơn, Rapunzel được miêu tả là một họa sĩ, như các phiên bản của Barbie và Disney.
Trong tiểu thuyết Golden của Cameron Dokey, Rapunzel bị giao cho mụ phù thủy (tên là Melisande) do một thoả thuận giữa mụ và mẹ của Rapunzel  – nếu người mẹ không yêu Rapunzel cho dù vẻ bề ngoài của cô có thế nào, thì bà ấy phải giao Rapunzel cho mụ phù thủy. Rapunzel được sinh ra mà không có tóc và cũng không có hi vọng cô sẽ mọc tóc, do đó cô được đưa cho mụ phù thủy nuôi nấng.
Trong tiểu thuyết By the Hair của Kymbr Mundstock, cô gái được đặt tên là Kaprice. Truyện được kể từ điểm nhìn của nhiều nhân vật cho phép người đọc hình dung mục đích việc làm của mỗi nhân vật là gì.
Series truyện tranh Truyện cổ Grimm ấn bản số19 được đặt tên là Rapunzel. Khi Sela gặp một cặp đôi chuyên làm nghề lừa tiền tiết kiệm của mọi người, cô nghĩ đã đến lúc can thiệp và dạy cho chúng một bài học. Nàng Rapunzel xinh đẹp không thả tóc xuống cho một người đàn ông riêng biệt nào, nàng thả tóc xuống cho tất cả đàn ông! Và nàng đã dẫn hai kẻ mù quáng vì tình kia thẳng vào một cái bẫy kinh khủng. Nhưng giống như người xưa hay nói "Tình yêu là mù quáng", đôi khi người bạn chăm sóc nhiều nhất lại chính là người bạn có thể tin tưởng ít nhất.
Trong truyện Bitter Greens của Kate Forsyth, một phiên bản kể lại của truyện Rapunzel, một cô gái trẻ tên là Margherita, sau đổi tên thành Petrosinella, có mái tóc đỏ rực lửa được may ghép lại từ mái tóc của tám cô gái khác bởi mụ phù thủy tên là Selena Leonelli. Cô cũng là một trong ba nhân vật chính của truyện.
Trong trò chơi điện tử Medal of Honor: Frontline Rapunzel được nhắc đến trong mức chơi (level) mang tên Operation Rapunzel, trong đó người chơi phải đi giải cứu một thành viên giải phóng người Hà Lan tên là Gerrit, người bị giam giữ trong một trang trại Hà Lan bởi bọn Nazis.

## Các phim dựa trên câu chuyện
- Don Bluth ban đầu định làm một bộ phim hoạt hình chuyển thể có tên Rapunzel, nhưng do thất bại của The Pebble and the Penguin, dự án đã bị huỷ bỏ.
- Trước đó có một bộ phim hoạt hình chuyển thể với Olivia Newton-John là người lồng tiếng. Khác biệt lớn nhất giữa bộ phim và câu chuyện của anh em Grimm là thay vì làm cho hoàng tử bị mù, mụ phù thủy biến anh ta thành một con chim, có thể đó là sự tham khảo từ truyện cổ tích Chú chim xanh (The Blue Bird), một dị bản Pháp của câu chuyện này.
- Câu chuyện được kể lại trong một tập của mùa thứ hai của series Grimm's Fairy Tale Classics (Truyện cổ Grimm).
- Một phiên bản người đóng được quay cho chương trình truyền hình như là một phần của series Faerie Tale Theatre của Shelley Duvall, phát sóng trên đài Showtime. Nó được phát sóng vào ngày 5 tháng 2 năm 1983. Trong phim, nhân vật chính (Shelley Duvall thủ vai) bị lấy đi từ tay bố mẹ cô bởi một mụ phù thủy (Gena Rowlands), và được nuôi lớn trong toà tháp hẻo lánh và chỉ có thể lên đó bằng cách trèo lên mái tóc rất dài của cô. Jeff Bridges đóng vai hoàng tử, và Roddy McDowall lồng tiếng.
- Một bộ phim chuyển thể năm 1988 của Đức, Rapunzel oder der Zauber der Tränen (nghĩa là "Rapunzel hay phép thuật của những giọt nước mắt" ("Rapunzel or the Magic of Tears"), kết hợp giữa câu chuyện này với truyện cổ tích ít được biết đến hơn của anh em nhà Grimm Nàng Maleen. Sauk hi thoát khỏi toà tháp của mụ phù thủy, Rapunzel làm người giúp việc trong bếp của lâu đài hoàng tử, nơi nàng phải đấu tranh với một công chúa xấu xa tìm cách kết hôn với chàng hoàng tử của nàng.
- Rapunzel đã xuất hiện trong Sesame Street, ở đó nhân vật của nàng do Jerry Nelson thủ vai trong tập 692, Louise Gold trong tập 3460, và Stephanie D'Abruzzo trong tập 3890.
- Một phiên bản dựa theo truyện, với sự xuất hiện của Barbie, tên là Barbie as Rapunzel, được phát hành năm 2002. Trong phiên bản này, Rapunzel không phải bị giam trong toà tháp cho tới khi nàng tìm hiểu và biết được về thế giới bên ngoài. Gothel giam giữ Rapunzel trong toà tháp không phải bởi món rau mà bởi vì mụ muốn trả thù bạn trai cũ. Mái tóc của nàng trong phiên bản này cũng không quá quan trọng. Thay vào đó, nó tập trung vào một chiếc cọ vẽ thần kì.[cần dẫn nguồn]
- Disney phát hành một bộ phim dựa trên câu chuyện cổ tích này vào năm 2010, Người đẹp tóc mây, ban đầu được đặt tên là Rapunzel.[11] Trong phim, Rapunzel (Mandy Moore lồng tiếng), tuy rất ngây thơ nhưng quyết đoán hơn nhiều so với nhân vật trong truyện, và có một mái tóc thần kì dài tới 70 ft (khoảng 21,3m), có khả năng chữa lành các vết thương và phục hồi lại sự trẻ trung (đặc biệt là với Gothel, và đó là lý do vì sao bà ta giam giữ Rapunzel trong toà tháp cao ngay từ đầu). Để khả năng chữa lành các vết thương của mái tóc mình có tác dụng, Rapunzel phải hát một câu thần chú. Giống như nhiều phiên bản của câu chuyện cổ tích, nước mắt của Rapunzel cũng có sức mạnh chữa lành bệnh tật. Một điểm khác của bộ phim đó là Gothel được miêu tả là một bà già sử dụng mái tóc của Rapunzel để khôi phục lại tuổi trẻ của mình chứ không phải là một mụ phù thủy.

## Nguồn gốc tên gọi

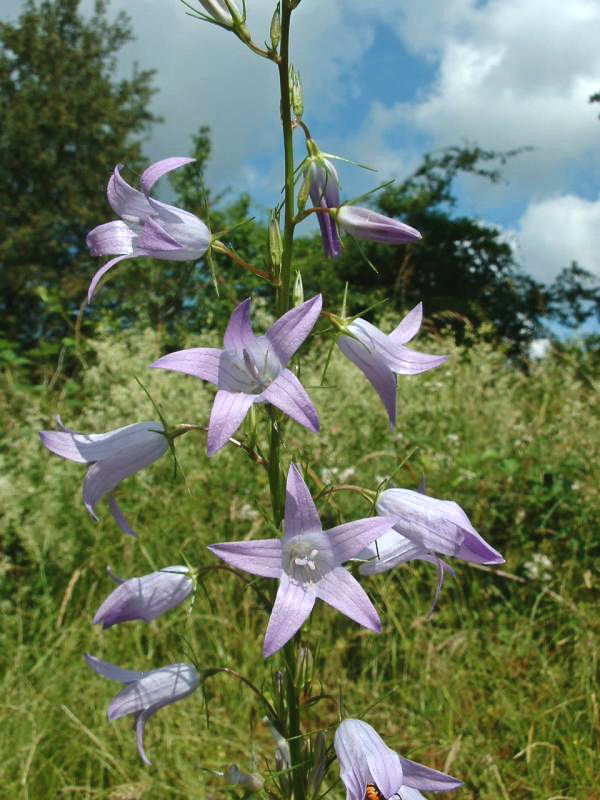
Campanula rapunculus, một ứng cử viên cho nguồn gốc tên gọi "Rapunzel"